# Albert White (kolarz)
George Albert White (ur. 19 lutego 1890 w Brigg, zm. 1 marca 1965 w Scunthorpe) – brytyjski kolarz torowy, srebrny medalista olimpijski.

## Kariera
Największy sukces w karierze Albert White osiągnął w 1920 roku, kiedy wspólnie z Jockiem Stewartem, Thomasem Johnsonem i Cyrilem Aldenem zdobył srebrny medal w drużynowym wyścigu na dochodzenie podczas igrzysk olimpijskich w Antwerpii. Był to jedyny medal wywalczony przez White'a na międzynarodowej imprezie tej rangi. Na tych samych igrzyskach wystartował w sprincie indywidualnym, ale został wyeliminowany we wczesnej fazie rywalizacji. Nigdy nie zdobył medalu na torowych mistrzostwach świata.